# 10 kilomètres
Ne doit pas être confondu avec 10 000 mètres ou 10 kilomètres marche.
Le 10 kilomètres est une épreuve sportive de course à pied qui se dispute sur route sur une distance de 10 kilomètres. Il n'est pas au programme des rencontres d'athlétisme internationales classiques comme les Jeux olympiques ou les championnats du monde d'athlétisme.

## Performances et records
Les records du monde appartiennent au Kényan Rhonex Kipruto, auteur de 26 min 24 s le 12 janvier 2020 à Valence, et à la Kényane Agnes Jebet Ngetich chez les femmes qui établit le temps de 28 min 46 s le 14 janvier 2024 à Valence.

### Progression du record du monde masculin
Le record du monde du 10 kilomètres est reconnu par l'Association internationale des fédérations d'athlétisme (IAAF) en 2002. 
| Temps       | Athlète            | Pays     | Date              | Lieu     |
| ----------- | ------------------ | -------- | ----------------- | -------- |
| 27 min 2 s  | Haile Gebrselassie | Éthiopie | 11 décembre 2002  | Doha     |
| 27 min 1 s  | Micah Kogo         | Kenya    | 29 mars 2009      | Brunssum |
| 26 min 44 s | Leonard Komon      | Ouganda  | 26 septembre 2010 | Utrecht  |
| 26 min 38 s | Joshua Cheptegei   | Ouganda  | 1er décembre 2019 | Valence  |
| 26 min 24 s | Rhonex Kipruto     | Kenya    | 12 janvier 2020   | Valence  |

### Records par continent
- Records mondiaux en gras au 26 avril 2025.[4],[5]

| Continent                                       | Hommes      | Hommes                        | Hommes           |             | Femmes              | Femmes      | Femmes |
| Continent                                       | Temps       | Athlète                       | Pays             |             | Temps               | Athlète     | Pays   |
| ----------------------------------------------- | ----------- | ----------------------------- | ---------------- | ----------- | ------------------- | ----------- | ------ |
| Afrique                                         | 26 min 24 s | Rhonex Kipruto                | Kenya            | 28 min 46 s | Agnes Jebet Ngetich | Kenya       |        |
| Asie                                            | 26 min 54 s | Birhanu Balew                 | Bahreïn          | 29 min 38 s | Kalkidan Gezahegne  | Bahreïn     |        |
| Europe                                          | 26 min 53 s | Andreas Almgren               | Suède            | 30 min 19 s | Eilish McColgan     | Royaume-Uni |        |
| Amérique du Nord, Amérique centrale et Caraïbes | 27 min 41 s | Arturo Barrios                | Mexique          | 30 min 52 s | Shalane Flanagan    | États-Unis  |        |
| Océanie                                         | 27 min 28 s | Zane Robertson Jake Robertson | Nouvelle-Zélande | 31 min 12 s | Isobel Batt-Doyle   | Australie   |        |
| Amérique du Sud                                 | 27 min 16 s | Santiago Catrofe              | Uruguay          | 31 min 44 s | Thalía Valdivia     | Pérou       |        |

### Dix meilleurs temps masculins

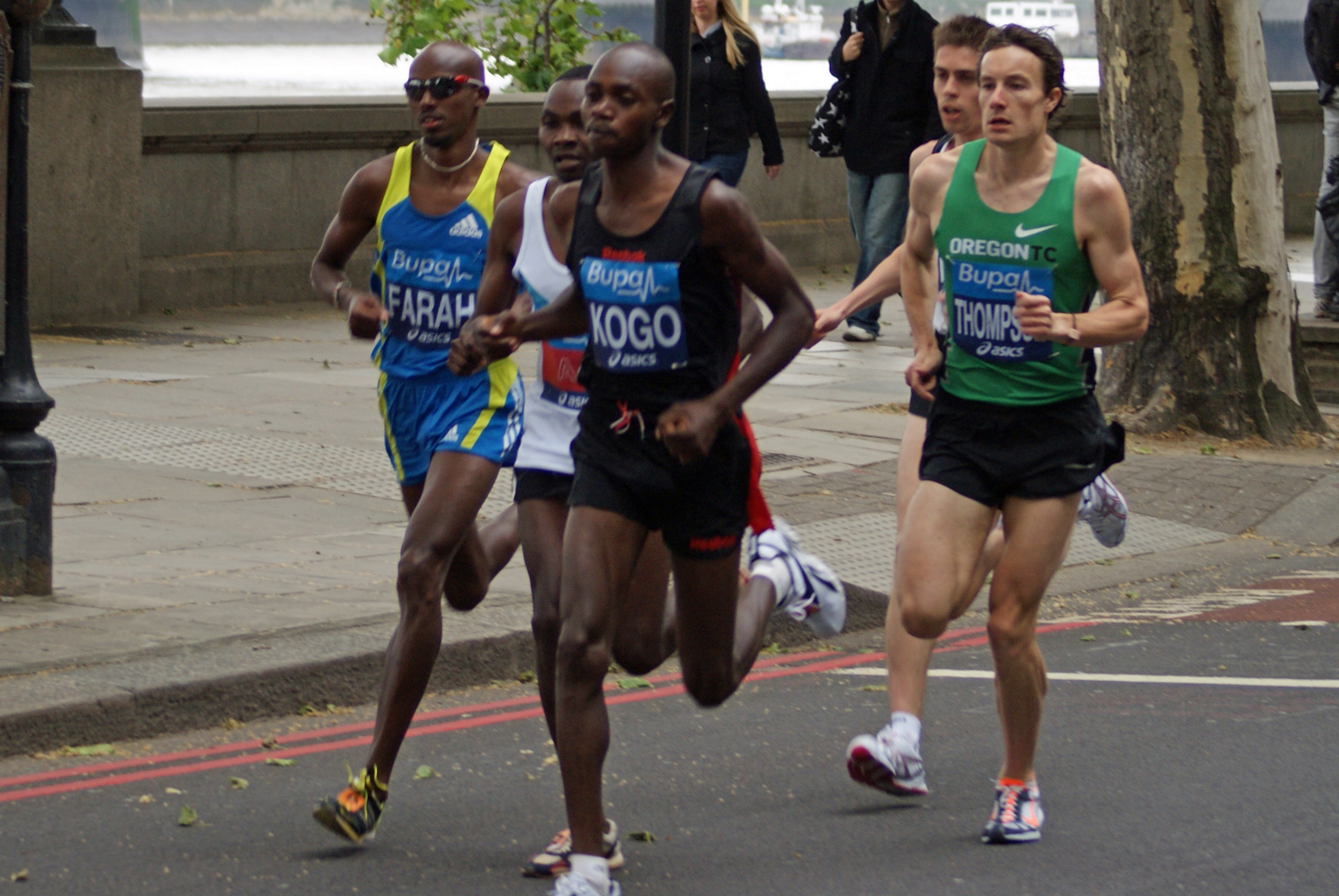
Mohamed Farah, Micah Kogo et Chris Thompson dans la catégorie élite du BUPA London 10000 en 2010.

- À avril 2025.[6]

| Rang | Temps       | Athlète           | Pays     | Date              | Course                              |
| ---- | ----------- | ----------------- | -------- | ----------------- | ----------------------------------- |
| 1    | 26 min 24 s | Rhonex Kipruto    | Kenya    | 12 janvier 2020   | 10 kilomètres de Valence (Espagne)  |
| 2    | 26 min 31 s | Yomif Kejelcha    | Éthiopie | 16 mars 2024      | Castellón 10K (Espagne)             |
| 3    | 26 min 33 s | Berihu Aregawi    | Éthiopie | 11 mars 2023      | 10km Villa de Laredo (Espagne)      |
| 4    | 26 min 38 s | Joshua Cheptegei  | Ouganda  | 1er décembre 2019 | 10 kilomètres de Valence (Espagne)  |
| 5    | 26 min 44 s | Leonard Komon     | Kenya    | 26 septembre 2010 | Singelloop Utrecht (Pays-Bas)       |
| 6    | 26 min 48 s | Jacob Kiplimo     | Ouganda  | 14 janvier 2024   | 10 kilomètres de Valence (Espagne)  |
| 7    | 26 min 49 s | Sabastian Sawe    | Kenya    | 29 avril 2023     | Adizero Road to Records (Allemagne) |
| 8    | 26 min 50 s | Kibiwott Kandie   | Kenya    | 30 avril 2022     | Adizero Road to Records (Allemagne) |
| 9    | 26 min 51 s | Nicholas Kipkorir | Kenya    | 25 septembre 2022 | Brașov Running Festival (Roumanie)  |
| 10   | 26 min 53 s | Andreas Almgren   | Suède    | 12 janvier 2025   | 10 kilomètres de Valence (Espagne)  |

### Dix meilleurs temps féminins
- À avril 2025.[7]

| Rang | Temps       | Athlète                   | Pays     | Date            | Course                             |
| ---- | ----------- | ------------------------- | -------- | --------------- | ---------------------------------- |
| 1    | 28 min 46 s | Agnes Jebet Ngetich       | Kenya    | 14 janvier 2024 | 10 kilomètres de Valence (Espagne) |
| 2    | 28 min 57 s | Emmaculate Anyango Acholi | Kenya    | 14 janvier 2024 | 10 kilomètres de Valence (Espagne) |
| 3    | 29 min 14 s | Yalemzerf Yehualaw        | Éthiopie | 27 février 2022 | Castellón 10K (Espagne)            |
| 4    | 29 min 25 s | Medina Eisa               | Éthiopie | 16 février 2025 | Castellón 10K (Espagne)            |
| 5    | 29 min 30 s | Hellen Ekalale Lobun      | Kenya    | 12 janvier 2025 | 10 kilomètres de Valence (Espagne) |
| 6    | 29 min 32 s | Lilian Kasait Rengeruk    | Kenya    | 14 janvier 2024 | 10 kilomètres de Valence (Espagne) |
| 7    | 29 min 34 s | Girmawit Gebrzihair       | Éthiopie | 12 janvier 2025 | 10 kilomètres de Valence (Espagne) |
| 8    | 29 min 38 s | Kalkidan Gezahegne        | Bahreïn  | 3 octobre 2021  | The Giants Geneva 10K (Suisse)     |
| 9    | 29 min 40 s | Likina Amebaw             | Éthiopie | 16 février 2025 | Castellón 10K (Espagne)            |
| 10   | 29 min 42 s | Fotyen Tesfay             | Éthiopie | 12 janvier 2025 | 10 kilomètres de Valence (Espagne) |